# Victor Pradal
Victor Pradal, né le 23 mars 1844 à Aubenas (Ardèche) et mort le 20 juillet 1910 à Saint-Étienne-de-Boulogne (Ardèche), est un homme politique français.

## Biographie
Avocat à Privas, maire d'Aubenas, conseiller général du canton de Chomérac, président du conseil général jusqu'en 1898, il est député de l'Ardèche de 1880 à 1885, siégeant au groupe de l'Union républicaine. Il est élu sénateur en 1885 et le reste jusqu'à son décès en 1910. Il est secrétaire du Sénat de 1885 à 1890.

## Sources
- « Victor Pradal », dans Adolphe Robert et Gaston Cougny, Dictionnaire des parlementaires français, Edgar Bourloton, 1889-1891 [détail de l’édition]
- « Victor Pradal », dans le Dictionnaire des parlementaires français (1889-1940), sous la direction de Jean Jolly, PUF, 1960 [détail de l’édition]